# Michel-Julien Mathieu
Michel-Julien Mathieu   (Fontainebleau, 8 d'octubre de 1740 - 1777)fou un compositor francès del Classicisme.
La seva mare era cantatriu i el seu pare músic violinista de la Capella Reial, els quals li ensenyaren els primers passos musicals. També va ser un molt bon violinista i compositor el seu germà Julien-Amable Mathieu (1734-1811).
Va compondre diverses òperes, entre elles les titulades: L'école des filles, Marthésie, Les amours de Protée i Le départ des matelots.
A més, deixà, motets, sonates, quartets, trios i gran nombre de melodies.